# Monomorium micron
Monomorium micron är en myrart som beskrevs av W. C. Crawley 1925. Monomorium micron ingår i släktet Monomorium och familjen myror. Inga underarter finns listade i Catalogue of Life.